# Конный рейд Мамантова
Ко́нный рейд Мама́нтова — рейд 4-го Донского корпуса Донской армии Вооружённых сил Юга России 10 августа — 19 сентября 1919 года под руководством генерала К. К. Мамантова по тылам красного Южного фронта в период похода ВСЮР на Москву.

## Обстановка на фронте накануне рейда
В середине августа 1919 года в ходе Гражданской войны Южный фронт красных попытался перейти в контрнаступление с целью разгромить главную группировку белых войск, овладеть нижним течением Дона и не допустить отхода основных сил противника на Северный Кавказ.
Заблаговременно узнав о подготовке контрнаступления, деникинское командование решает сорвать наступление, направив в рейд по тылам красных войск 4-й Донской казачий корпус генерал-лейтенанта Мамантова (6 тыс. сабель, 3 тыс. штыков, 12 орудий).

## Подготовка к рейду
В начале (с 23 февраля по 4 августа 1919 года) корпус генерала Мамантова насчитывал 3400 всадников, 103 пулемёта и несколько бронеавтомобилей. 4 августа 1919, во время экстренной проверки, генерал К. К. Мамантов лично отсеивал казаков, которые не могли выполнять задачу рейда в глубоком тылу противника. После реорганизации корпус сократился до 2500 всадников, 103 пулемётов и 3 бронеавтомобилей.
Для повышения боеспособности, корпусу были приданы части усиления. Поэтому общая численность войск, направленных в рейд составила 3000 штыков, 6000 сабель,12 орудий, 3 бронеавтомобиля и 7 бронепоездов.

## Рейд
10 августа 1919 года корпус Мамантова переправился через реку Хопёр в районе станицы Добринской и прорвал фронт красных на стыке 8-й и 9-й армий Южного фронта. Вскоре основные силы 40-й дивизии Южного фронта были разбиты, а остальные были обращены в бегство.
Прорвав фронт, корпус Мамантова ушёл в тыл Красной армии. В ходе рейда войска Мамантова уничтожали гарнизоны и части противника, разрушали связь, уничтожая пункты военного снабжения, а в некоторых случаях и распуская мобилизованных большевиками солдат по домам Во время рейда генерал Мамантов взял города Тамбов (18 августа), Козлов (23 августа), Лебедянь (28 августа), Елец (31 августа), Касторное (6 сентября) и Грязи, а также Воронеж (11 сентября). Из пленных красноармейцев и добровольцев из местных крестьян была создана Тульская добровольческая пехотная дивизия под командованием полковника Дьяконова.
Для борьбы с Мамантовым красное командование создало Внутренний фронт под командованием М. М. Лашевича (ок. 23 тыс. человек, авиация, бронепоезда).
Корпус Мамантова был возвращён по настоятельному требованию генерала Деникина. Обратное движение корпуса было затруднено насыщенным войсками фронтом противника и большим обозом награбленного имущества. 12 сентября мамантовцы были выбиты из Воронежа и, избежав окружения с помощью манёвра, 19 сентября под Новым Осколом соединились с войсками ВСЮР.

## Итоги рейда

К. К. Мамантов

Рейд Мамантова достиг значительных успехов, разрушил и дезорганизовал тылы красных, серьёзно подорвав боеспособность наступавших частей, но основной цели — сорвать готовящееся контрнаступление Красной армии — рейд не выполнил. Продвижение белых к Москве продолжалось до середины октября 1919 года, когда был взят Орёл. Затем Южный фронт красных начал контрнаступление.

## Оценка рейда
Негативную оценку рейда давал главнокомандующий ВСЮР генерал А. И. Деникин в своих «Очерках русской смуты»:

Будем справедливы: Мамонтов сделал большое дело, и недаром набег его вызвал целую большевистскую приказную литературу, отмеченную неприкрытым страхом и истерическими выпадами. Сам Бронштейн, находившийся тогда в районе набега и с необычайной поспешностью отбывший в Москву, писал по дороге: «Белогвардейская конница прорвалась в тыл нашим войскам и несет с собою расстройство, испуг и опустошение пределов Тамбовской губернии…» Взывал тоном растопчинских афиш: «На облаву, рабочие, крестьяне… Ату белых! Смерть живорезам!..» И в конце концов смилостивился над «казаками, обманутыми Мамонтовым», приглашая их сдаться: «Вы в стальном кольце. Вас ждет бесславная гибель. Но в последнюю минуту рабоче-крестьянское правительство готово протянуть вам руку примирения…»
Но Мамонтов мог сделать несравненно больше: использовав исключительно благоприятную обстановку нахождения в тылу большевиков конной массы и сохранив от развала свой корпус, искать не добычи, а разгрома живой силы противника, что, несомненно, вызвало бы новый крупный перелом в ходе операции.

Командующий на момент рейда Кавказской добровольческой армией генерал-лейтенант Врангель так писал о рейде Мамантова:

Имя генерала Мамантова было у всех на устах. Донской войсковой круг торжественно чествовал его, газеты были наполнены подробностями рейда.
Я считал действия генерала Мамантова не только неудачными, но явно преступными. Проникнув в тыл врага, имея в руках крупную массу прекрасной конницы, он не только не использовал выгодности своего положения, но явно избегал боя, все время уклоняясь от столкновений.

Полки генерала Мамантова вернулись обремененные огромной добычей в виде гуртов племенного скота, возов мануфактуры и бакалеи, столового и церковного серебра. Выйдя на фронт наших частей, генерал Мамантов передал по радио привет «родному Дону» и сообщил, что везет «Тихому Дону» и «родным и знакомым …богатые подарки». Дальше шёл перечень «подарков», включительно до церковной утвари и риз. Радиотелеграмма эта была принята всеми радиостанциями. Она не могла не быть известна и штабу Главнокомандующего. Однако, генерал Мамантов не только не был отрешен от должности и предан суду, но ставка его явно выдвигала…
После назначения командующим Добровольческой армией Врангель потребовал прежде всего отстранения генерала Мамантова от должности.
Командующий Южным фронтом РККА, бывший полковник А. И. Егоров, оценил рейд Мамантова следующим образом:

Своим движением на север, вместо района Лисок, Мамантов бесконечно расширил цели и задачи своих действий, в расчете, очевидно, на восстание крестьянства и городской буржуазии против советской власти. Это, конечно, авантюра, но Мамантов, имея более сильные средства для достижения менее обширных задач, был здесь в меньшей степени авантюристом, чем сам Деникин. К тому же, в отличие от Деникина, сам осуществлял свои идеи и — надо быть откровенным — имел с первых же дней рейда много ярких доказательств правильности своих расчетов. Мамантов не добился основного: крестьянство не восстало.
А. Егоров в своей монографии «Разгром Деникина», увидевшая свет в 1931 году, считал, что рейд Мамантова принес Белому движению следующие выгоды:
1. Рейд производился в достаточной связи с основными операциями фронта, имевшими задачей сорвать готовящееся наступление красных и облегчить успех наступления казаков;
2. За время рейда ген. Мамантов отвлек на себя с фронта и тыла 5 стрелковых дивизий, одну стр. бригаду, часть 3-й стр. дивизии, конный корпус Буденного, 5 полков коммунаров, Тамбовские пехотные курсы, многочисленные местные формирования и отряды, бронепоезда и летучки;
3. Рейд Мамантова коренным образом нарушил управление Южным фронтом, заставил метаться его штаб между Козловом и Орлом;
4. Основательно разрушил железнодорожную сеть;
5. Уничтожил склады и базы Южного фронта, нанеся тяжкий удар всему его снабжению.

## Комментарии
1. ↑  Казаки конной группы генерала Мамонтова продвигались вдоль железнодорожного полотна Борисоглебск — Грязи, захватили военный эшелон с мобилизованными в Красную армию крестьянами и распустили их. Сенников Б. Тамбовское восстание 1918—1921 гг. и раскрестьянивание России 1929—1933 гг. Серия «Библиотечка россиеведения». Выпуск 9. — М.: Посев, 2004. — 176 с. 22 илл. ISBN 5-85824-152-2
2. ↑  Навстречу казакам были брошены три дивизии красных, снятые с Южного фронта. Потрепав их и частично уничтожив, генерал Мамонтов решил занять Тамбов и дать отдых своим казакам. На пути к Тамбову казаки наголову разбивают пехотную дивизию красных и кавбригаду, после чего ворваться в Тамбов уже не составляло труда. 18 августа 1919 года казаки генерала Мамантова без единого выстрела взяли Тамбов. В городе находился 15-тысячный гарнизон красных, который тут же разбежался, а частью присоединился к казакам. С самого начала рейда казаки шли без потерь. Это можно объяснить быстротой их действий и высокой мобильностью. Сенников Б. Тамбовское восстание 1918—1921 гг. и раскрестьянивание России 1929—1933 гг. Серия «Библиотечка россиеведения». Выпуск 9. — М.: Посев, 2004. — 176 с. 22 илл. ISBN 5-85824-152-2.
3. ↑  На двух железных дорогах была приостановлена связь с Южным фронтом, а на самом Южном фронте была нарушена связь между 8-й и 9-й армиями большевиков да плюс к этому возникла ещё и паника, охватившая все тылы Южного фронта. Никто толком не знал, сколько в их тылу оперирует казаков. Весь штаб Южного фронта в панике бежал из города Козлова, где он дислоцировался до этого, в Орёл. Сенников Б. Тамбовское восстание 1918—1921 гг. и раскрестьянивание России 1929—1933 гг. Серия «Библиотечка россиеведения». Выпуск 9. — М.: Посев, 2004. — 176 с. 22 илл. ISBN 5-85824-152-2